# 贾马梅区
賈馬梅區是索馬利亞的一個區，位於該國南部的下朱巴州，首府為贾马梅。
這個名稱源於班圖語的cha ya mama，意思是「媽媽的所有物」，後來遷至此處居住的居民遂將其發音為Jamaame。

## 外部鏈結
- 賈馬梅區行政區域圖 （页面存档备份，存于）
- 賈馬梅在Google地圖上的位置